# Stefan Giglio
Stefan Giglio (ur. 26 lutego 1979 w Valletcie) – maltański piłkarz występujący na pozycji pomocnika.

## Kariera klubowa
Giglio karierę rozpoczynał w 1994 roku w drużynie Valletta. Trzy razy zdobył z nią mistrzostwo Malty (1997, 1998, 1999), a także pięć razy Puchar Malty (1995, 1996, 1997, 1998, 1999). W 2000 roku przeszedł do bułgarskiego klubu CSKA Sofia. W sezonie 2000/2001 wywalczył z nim wicemistrzostwo Bułgarii. Sezon 2002/2003 spędził na wypożyczeniu w Łokomotiwie Sofia.
W 2003 roku Giglio wrócił na Maltę, gdzie grał w Sliemie Wanderers. Zdobył z nią dwa mistrzostwa Malty (2004, 2005), a także Puchar Malty (2004). W 2007 roku wrócił do Valletty, z którą w 2008 roku wywalczył kolejne mistrzostwo Malty. Zawodnikiem Valletty był do 2010 roku. Następnie występował w zespołach Qormi, Tarxien Rainbows oraz Balzan. W 2013 roku zakończył karierę.

## Kariera reprezentacyjna
W reprezentacji Malty Giglio zadebiutował 1 czerwca 1997 w przegranym 2:3 towarzyskim meczu ze Szkocją. 19 sierpnia 2003 w zremisowanym 1:1 towarzyskim pojedynku z Luksemburgiem strzelił pierwszego gola w kadrze. W latach 1997–2005 w drużynie narodowej rozegrał 42 spotkania i zdobył 2 bramki.